# Косолапов, Александр Дмитриевич
Александр Дмитриевич Косолапов (28 августа 1915, Милютинская, Ростовская область — июль 1967) — советский судоводитель. Участник Великой Отечественной войны на Чёрном море, старший лейтенант. После демобилизации капитан Азовского морского пароходства. Его именем назван ледокол советского и российского флота.

## Биография
Александр Дмитриевич Косолапов родился 28 августа 1915 года в станице Милютинская Ростовской области. В 1935 году закончил Ростовский-на-Дону политехникум водных путей сообщения. До 1941 года работал третьим, вторым и старшим помощником капитана на судах Азовского морского пароходства. Был призван 22 июня 1941 года. Во время Великой Отечественной войны защищал Одессу, Севастополь, Кавказ. С 1944 года был командиром тральщика «Доротея». Участвовал в послевоенном тралении Чёрного моря. Награждён орденами и медалями. После демобилизации 26 апреля 1947 года вернулся в Азовское морское пароходство, где продолжил работу на капитанских должностях. Активно участвовал в общественной работе, в том числе в оборонно-патриотической. Скончался после тяжелой болезни в июле 1967 года.

## Награды
- Медаль «За оборону Одессы» (1942);
- Медаль «За оборону Севастополя» (1942);
- Медаль «За оборону Кавказа» (1944);
- Орден Отечественной войны I степени (27.9.1944);
- Медаль «За победу над Германией в Великой Отечественной войне 1941—1945 гг.» (9.5.1945);
- Орден Красного Знамени (29.10.1945).

## Память
В 1976 году на судостроительном заводе Wärtsilä в городе Хельсинки Финляндия, для СССР было построено три однотипных ледокола проекта 1108: Капитан М. Измайлов, Капитан А. Раджабов и Капитан Косолапов.
После постройки в 1976 году ледокол был передан на баланс Азовского морского пароходства, порт приписки Жданов. Работал на проводке судов в порты Азовского и Чёрного моря. В 1988 году передан на баланс Северного морского пароходства, Архангельский отряд АСПТР, порт приписки Архангельск. Работал на проводке судов по Северному морскому пути, в порты Игарка, Нарьян-Мар. Свой последний дальний переход совершил в 1999 году, когда танкеры Эмба и Жиганск застряли во льдах в низовье реки Хатанга. После ледокол в основном нёс службу в Белом море. Проводил суда в порты Архангельск, Онега, Кандалакша. В 2006 году передан на баланс ФГУП «Росморпорт». В 2015 году ушел на капитальный ремонт в Калининград, где были заменены генераторы. После ремонта в порт приписки вернулся в декабре 2016 года.

## Примечание
1. ↑  Имя на борту: Косолапов Александр Дмитриевич // Газета Моряк Севера : Газета Моряк Севера. Архивировано 26 июня 2023 года.
2. 1 2  Косолапов Александр Дмитриевич. ОБД Память народа. Министерство обороны РФ (2023).
3. 1 2  Капитан Косолапов. Сайт Водный транспорт (2023). Дата обращения: 26 июня 2023. Архивировано 26 июня 2023 года.